# Клерк-Жаннот, Альбер
Альбер Клерк-Жаннот (фр. Albert Clerk-Jeannotte; 15 января 1881, Мон-Сент-Илер — 21 июля 1945, Нью-Йорк) — канадский и американский вокальный педагог.
Начал заниматься музыкой под руководством своего дяди Александра Мари Клерка (1861—1932), хормейстера монреальской Церкви Иисуса, затем учился у Ашиля Фортье. В 1898—1900 гг. продолжил образование в Парижской консерватории, в частности у Полины Виардо, Виктора Мореля, Жака Буи. В дальнейшем повторно отправился в Европу, чтобы совершенствовать своё мастерство у Жана де Решке.
По причине слабого здоровья Жаннот так и не сделал карьеры солиста, выступая как вокалист лишь эпизодически. Некоторое время он занимался журналистикой, с 1904 г. преподавал на отделении музыки Университета Макгилл. В 1906—1909 гг. работал в Нью-Йорке, затем в 1910—1913 гг. возглавлял Монреальскую оперную компанию, выступавшую в нескольких канадских городах. После 1917 г. работал, в основном, в Нью-Йорке. Среди его учеников — Нанетта Гилфорд и актриса Хоуп Хэмптон.